# Program graficzny
Program graficzny (ang. graphics editor) – użytkowy program komputerowy służący do tworzenia i modyfikacji plików graficznych. Ogólna nazwa programów komputerowych służących do tworzenia i edycji grafiki komputerowej.

## Klasyfikacja
Programy graficzne dzieli się na umożliwiające modyfikacje:
- grafiki rastrowej
  - Adobe Photoshop
  - Adobe Lightroom
  - Darktable(inne języki)
  - Photoline
  - Corel Photo-Paint
  - IrfanView
  - GIMP
  - Paint
  - PaintShopPro
- grafiki wektorowej
  - dwuwymiarowej (2D)
    - Adobe FreeHand
    - Adobe Illustrator
    - CorelDraw
    - Inkscape

  - trójwymiarowej (3D)
    - 3ds Max
    - Blender
    - Cinema 4D
    - Imagine 3D
    - LightWave 3D
    - Maya
    - Softimage
    - Solid Edge
    - True Space